# نوکند (سربیشه)
نوکند یک روستا در ایران است که در دهستان مود شهرستان سربیشه واقع شده‌است. نوکند ۱۶۳ نفر جمعیت دارد.